# 994 Otthild
994 Otthild este o planetă minoră (asteroid), cu un diametru de 20,786 km, din centura de asteroizi. A fost descoperită pe 18 martie 1923 la Observatorul Königstuhl de Karl Wilhelm Reinmuth. 
Obiectul prezintă o orbită caracterizată de o semiaxă mare de 2,5301666109168 UAi, o excentricitate de 0,11544911530072, o înclinație de 15,392 ° în raport cu ecliptica.